# Björken (Järnboås socken, Västmanland)
Björken är en sjö i Nora kommun i Västmanland och ingår i Norrströms huvudavrinningsområde. Sjön har en area på 0,373 kvadratkilometer och ligger 118,9 meter över havet. Sjön avvattnas av vattendraget Dyltaån (Bornsälven).

## Delavrinningsområde
Björken ingår i det delavrinningsområde (661735-144350) som SMHI kallar för Inloppet i Lindesbysjön. Medelhöjden är 182 meter över havet och ytan är 13,8 kvadratkilometer. Räknas de 12 avrinningsområdena uppströms in blir den ackumulerade arean 308 kvadratkilometer. Dyltaån (Bornsälven) som avvattnar avrinningsområdet har biflödesordning 3, vilket innebär att vattnet flödar genom totalt 3 vattendrag innan det når havet efter 242 kilometer. Avrinningsområdet består mestadels av skog (73 procent). Avrinningsområdet har 2,34 kvadratkilometer vattenytor vilket ger det en sjöprocent på 6,3 procent. Bebyggelsen i området täcker en yta av 0,55 kvadratkilometer eller 1 procent av avrinningsområdet.